# 兹翁科·帕米奇
兹翁科·帕米奇（1991年2月4日—）是一位克羅地亞足球運動員。在場上的位置是守門員。他現在效力於克羅地亞足球甲級聯賽球隊伊斯特拉足球俱樂部。他自薩格勒布迪納摩足球俱樂部外借至伊斯特拉。他也代表克羅地亞國家足球隊參賽。